# Pickens (Carolina do Sul)
Pickens é uma cidade  localizada no estado norte-americano da Carolina do Sul, no Condado de Pickens.

## Demografia
Segundo o censo norte-americano de 2000, a sua população era de 3012 habitantes.
Em 2006, foi estimada uma população de 2996, um decréscimo de 16 (-0.5%).

## Geografia
De acordo com o United States Census Bureau tem uma área de
6,4 km², dos quais 6,4 km² cobertos por terra e 0,0 km² cobertos por água. Pickens localiza-se a aproximadamente 326 m acima do nível do mar.

## Localidades na vizinhança
O diagrama seguinte representa as localidades num raio de 16 km ao redor de Pickens.